# Фудзивара-но Ёсифуса
Фудзивара-но Ёсифуса (яп. 藤原 良房, 804 — 7 октября 872) — японский политический деятель периода Хэйан; первый в истории Японии, кто занял должность регента-сэссё, не являясь представителем правящего рода.

## Биография
Фудзивара Ёсифуса — второй сын левого министра Фудзивара Фуюцугу (775—826, яп. 藤原 冬嗣), которому глубоко доверял государь Сага. Фуюцугу служил Сага, когда тот еще был престолонаследником, позже возглавив Куродо-докоро. Куродо — общее наименование служащих «Куродо докоро» (Государева канцелярия). В период Хэйан должность куродо занимали чиновники, начиная с пятого столичного ранга, а сама должность позволяла сделать успешную придворную карьеру. В 823 году Ёсифуса был выбран в качестве супруга для принцессы Минамото Киё-химэ (810—856, яп. 源 潔姫). До этого момента существовало негласное правило, что члены правящей семьи не могут вступать в брак с поданными. Тем не менее, данные союзы продолжали являться неслыханным событием: в IX веке такое благорасположение получил еще только Фудзивара Тадахира (880—949, яп. 藤原 忠平), женившись на принцессе Минамото Дзюнси (875—925, яп. 源 順子), дочери государя Уда. Данное правило продолжало существовать по крайней мере в раннем Хэйан. Киё-химэ принадлежала к отделенному роду Минамото, что могло повлиять на решение о замужестве, так как их браки при дворе интересовали в меньшей степени.

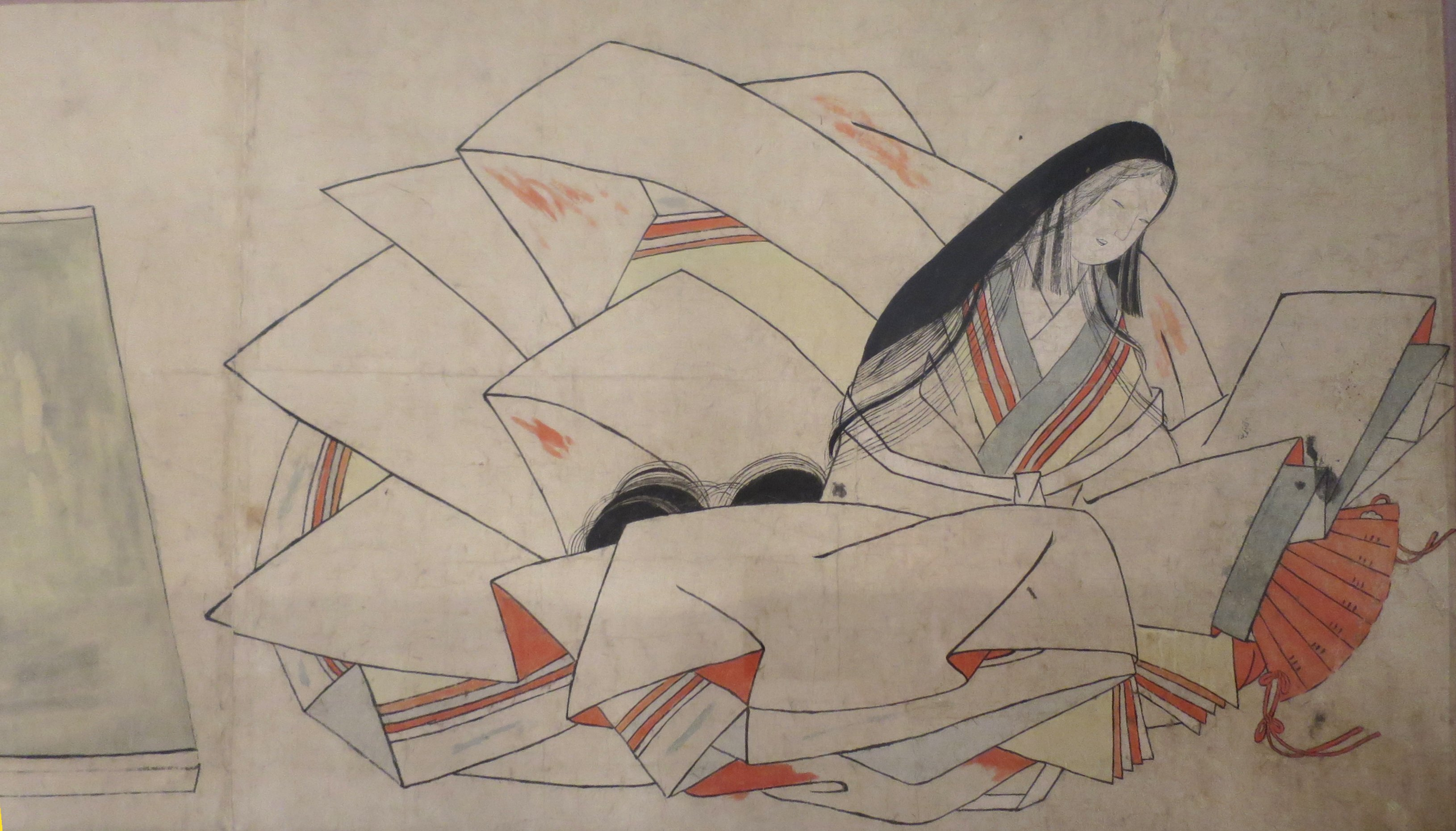
Татибана Катико (786—850, яп. 橘 嘉智子) (Художественный музей Гонолулу)

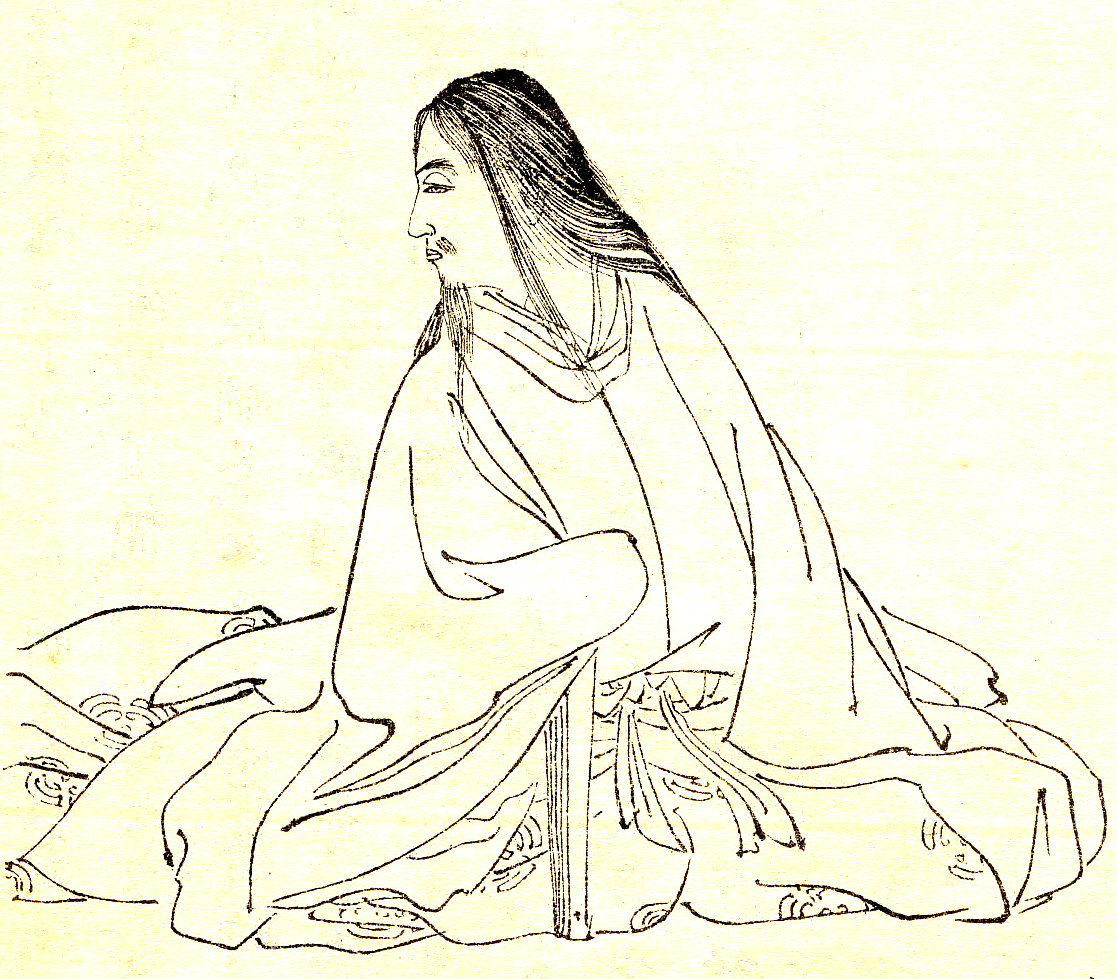
Принц Цунэсада (825—884, яп. 恒貞親王) («Дзэнкэн Кодзицу» (яп. 前賢故実), художник Кикути Ёсай)

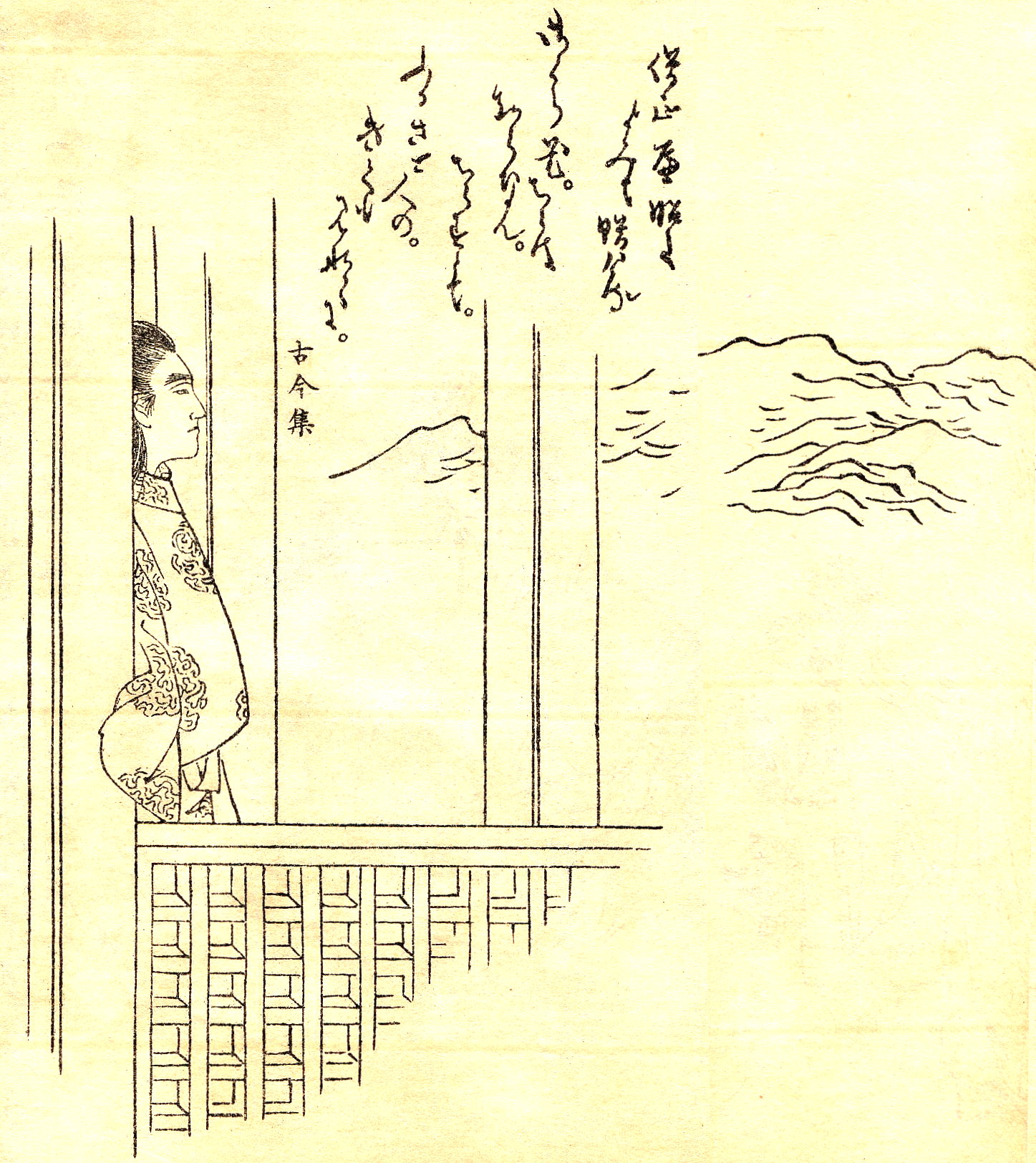
Принц Корэтака (844—897, яп. 惟喬親王) («Дзэнкэн Кодзицу» (яп. 前賢故実), художник Кикути Ёсай)

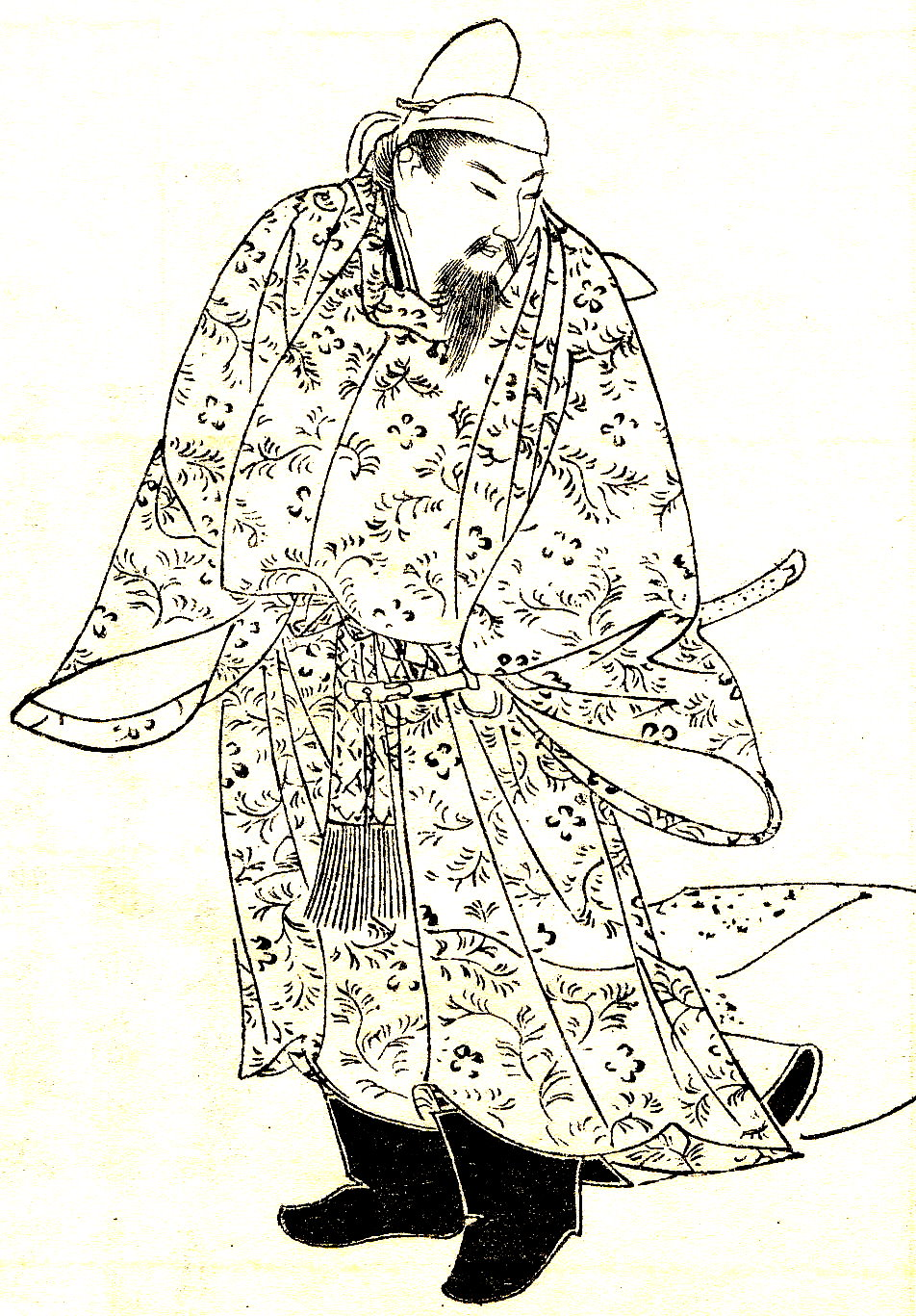
Минамото Токива (812—854, яп. 源 常) («Дзэнкэн Кодзицу» (яп. 前賢故実), художник Кикути Ёсай)

В 826 г. Фудзивара Ёсифуса становится секретарем при государе Дзюнна, получив в 828 г. младший V ранг нижней ступени (яп. 従五位下). Его младшая сестра, Фудзивара Нобуко, была женой будущего государя Ниммё. Ёсифуса, как и его отец, пользовался уважением при дворе отрекшегося государя Сага и его супруги государыни Татибана Катико (786—850, яп. 橘 嘉智子).

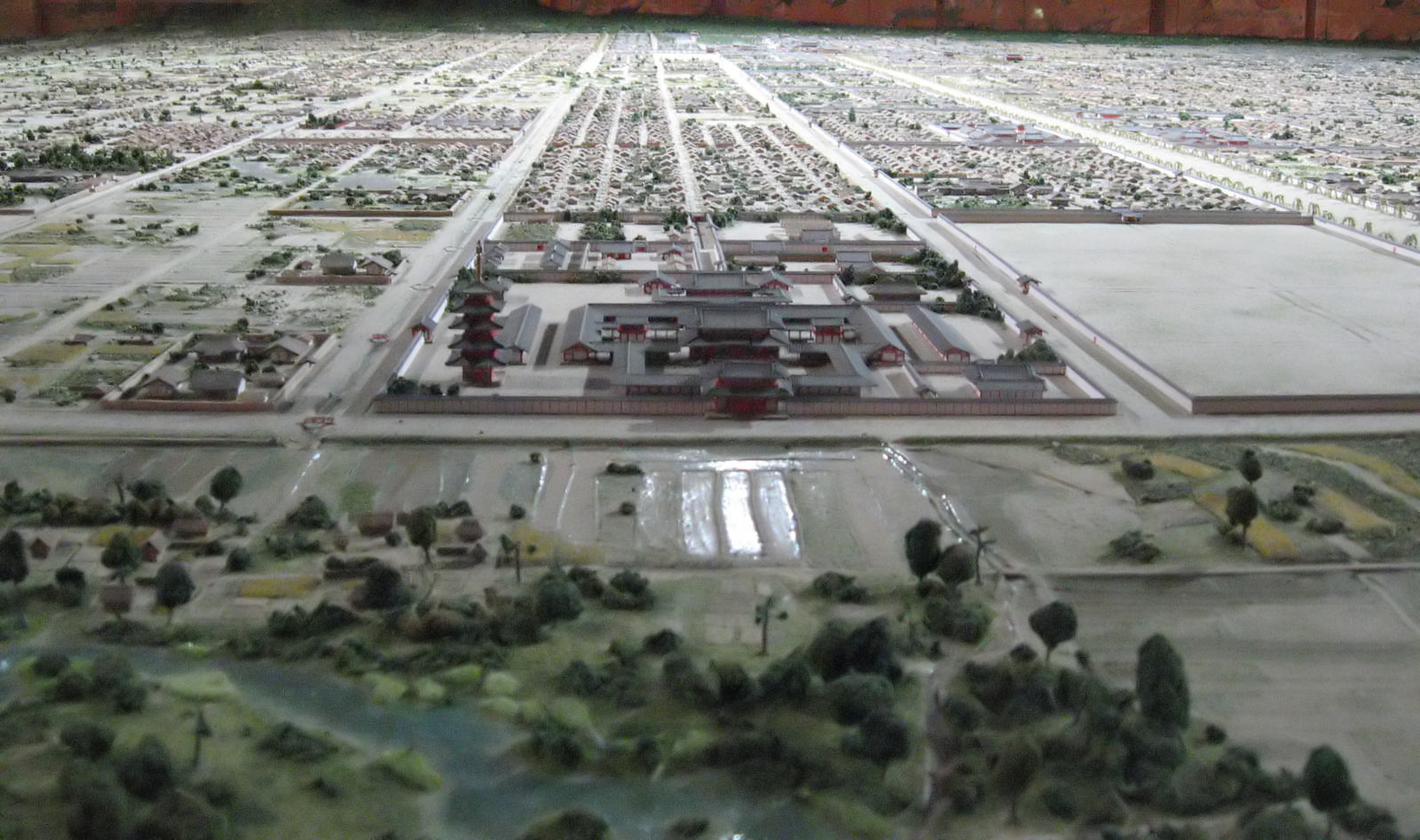
Миниатюрная модель столицы Хэйан во время одноименного периода.

С восшествием на престол государь Ниммё, Ёсифуса получает быстрое продвижение по службе благодаря поддержке экс-государя Сага, отца действующего тэнно. В 835 г. Фудзивара Ёсифуса получает младший третий ранг (яп. 従三位). Третий ранг и выше носили только представители высшей аристократии кугэ (яп. 公家), то есть Ёсифуса только в 31 год вошёл в ряды главных сановников, что довольно поздно по сравнению с карьерным продвижением видных членов рода Фудзивара в последующие эпохи. В 840 г. он становится средним государственным советником, а в 842 г. — был повышен до старшего третьего ранга (яп. 正三位).

#### «Смута годовДзёва» («Дзёва-но хэн»)
В том же году умирает экс-государь Сага, что вызывает нестабильную политическую ситуацию в столице. При дворе возникли две противоборствующие группировки, соперничающие за назначение выгодного им наследного принца после государя Ниммё. Было выдвинуто две кандидатуры: сын Ниммё, принц Митиясу, и принц Цунэсада, сын Дзюнна, младший брат государя Сага. На стороне первого были государыня Татибана Катико, Ниммё, сам Монтоку и его дядя, глава северного рода Фудзивара Ёсифуса. Принца Цунэсада поддерживали Томо Коваминэ (яп. 伴 健岑) и Татибана Хаянари (782—842, яп. 橘 逸勢). Томо Коваминэ занимал пост командира охраны наследного принца (яп. 帯刀舎人, татихаки но тонэри) — низкоранговый чиновник, непосредственно руководивший личной охраной принца и занимавшийся обеспечением его безопасности. Татибана Хаянари с 840 г. занимал пост исполняющего обязанности наместника провинции Тамба (яп. 但馬権守, Тамба гон но ками). Должность наместника предполагала гражданское управление судебными, налоговыми и административными делами провинции. Обычно в саму провинцию наместники не отправлялись, действуя через своих заместителей и провинциальные администрации-кокуфу. Провинция Тамба находилась недалеко от столицы, что позволяло получать большой доход, не покидая двор. Несмотря на это, Татибана Хаянари имел младший V ранг нижней ступени, что могло повлиять на решение поддержки Цунэсада в надежде на получение более высоких рангов и должностей.
Уже на следующий день после смерти государя Сага, также благорасположенного к Цунэсада, Томо и Татибана были обвинены в попытке государственного переворота. Они, как и шестьдесят чиновников вместе с принцем, были смещены со всех должностей и высланы из города. Наследным принцем был назначен племянник Фудзивара Ёсифуса — принц Митиясу.
В результате событий «смуты годов Дзёва» Фудзивара Ёсифуса получил звание старшего советника двора (дайнагон, яп. 大納言).

#### Усиление северного дома Фудзивара.
Начинает происходить процесс вытеснения других аристократических родов из властных структур. В 850 г. из девятнадцати высших сановников четыре принадлежит роду Фудзивара, а на момент смерти Ёсифуса в 872 г. их количество возрастает до семи из восемнадцати.
Фудзивара Ёсифуса контролирует действия государя Монтоку с первых дней его восшествия на престол. Еще до начала правления Монтоку взял в жены дочь Ёсифуса, Фудзивара Мэйси (829—900, яп. 藤原 明子), которая родила мальчика в 850 г. К тому моменту у государя уже был ребенок, шестилетний принц Корэтака (844—897, яп. 惟喬親王), но от женщины из рода Ки. Внезапная смерть Монтоку в 858 г. развязывает руки Ёсифуса. Под давлением Фудзивара сын Мэйси, принц Корэхито, будущий государь Сэйва, становится наследным принцем. В то время в обязанность главного министра входило опекунство над несовершеннолетним государем, однако же должность эту обычно занимали члены правящей семьи. Точное разделение между обязанностями регента и главного министра обозначит уже Фудзивара Мотоцунэ (836 — 25 февраля 891, яп. 藤原 基経).
Ёсифуса начал традицию управления страной опосредовано, заключая брачные союзы с членами правящего дома. Члены рода Фудзивара отдавали своих дочерей в жены или официальные супруги правителям, наследники от которых в большинстве случаев получали трон. Мальчики, рожденные от женщин клана, росли в материнском доме. Данная традиция позволяла дедам и дядям наследников прямо влиять на власть. Когда у правящих государей рождался отпрыск от таких союзов, тэнно убеждали отречься, а кто-то из Фудзивара становился регентом (сэссё) при ребенке, получая реальные возможности для управления страной.
После «смуты годов Дзёва» Фудзивара Ёсифуса совместно с Минамото Токива (812—854, яп. 源 常) начинают постепенно увеличивать свое влияние в правительственном аппарате. Токива был сыном государя Сага, но получил титул Минамото из-за недостаточно высокого статуса его матери Иитака-но Якатодзи (яп. 飯高宅刀自). В 840 г. он стал Правым министром и главой Восточной пагоды (яп. 東宮, то: гу:) — ведомства по делам наследного принца (на тот момент ещё Цунэсада). В 841 он уже носит младший II ранг, с 842 — начинает заведовать делами принца Митиясу.
После смерти правого министра Татибана Удзикими (783—848, яп. 橘 氏公) и левого министра Фудзивара Оцугу (774—843, яп. 藤原 緒嗣) их должности занимают Ёсифуса и Токива соответственно. Фудзивара Ёсифуса старается исключить возможность усиления самостоятельности экс-государей, не допуская повторения событий правления государя Сага.
В 857 г. Ёсифуса получает должность главного министра. Эта должность оставалась незанятой около девяноста лет со дня смерти монаха Докё. В том же году он назначает своего младшего брата Фудзивара Ёсими (813—867, яп. 藤原 良相) правым министром, отдавая ему управление правительством, а сам берет под свой контроль волю государя, издавая от его имени указы.
В это же время начинает создаваться сборник «Продолжение последующих Анналов Японии» («Сёку Нихон Коки»). Являясь продолжением традиции составления хроник («Японская летопись» («Нихон сёки») и «Продолжение Анналов Японии» («Сёку нихонги»)), документ представляет собой важный исторический источник, описывая различные сферы государственного устройства и жизни в эпоху Хэйан, в частности усиление северного дома Фудзивара. Ёсифуса являлся основным редактором новой хроники, что могло влиять на общие посылы и содержание документа.

#### «Беспорядки у ворот Отэммон». Назначение на должность сэссё.
Зимой 864 г. Фудзивара Ёсифуса серьезно заболевает, выпадая из политической жизни страны. Хотя к лету 865 г. он выздоравливает, распространяются слухи о возможном заговоре. Политическая ситуация остается крайне нестабильной. В разгар этих событий, в 866 г. при невыясненных обстоятельствах загорелись ворота Отэммон, которые являлись частью дворцового комплекса. Томо Ёсио (811—868, яп. 伴 善男), старший государствегный советник, обвинил в поджоге левого министра Минамото Макото (810—869, яп. 源 信), седьмого сына государя Сага, требуя от правого министра Фудзивара Ёсими (813—867, яп. 藤原 良相) ареста. После вступления в конфликт Фудзивара Ёсифуса обвинения с его родственников были сняты, но нашлись свидетели, показания которых говорили о вине самого Томо Ёсио и ряда членов клана Ки. Ёсио, его сын и еще несколько чиновников из рода Томо и Ки были лишены должностей и рангов и отправлены в ссылку. В процессе расследования Ёсифуса получает должность регента сэссё при своем внуке, государе Сэйва. Возможно, целью Ёсифуса было скорее не уничтожение конкурентов, а избежание наказания родственников, что могло ослабить влияние клана.
Уже после смерти Ёсифуса был пожалован от государя Сэйва старший I ранг (яп. 正一位)., получив посмертное имя Тю: дзин (яп. 忠仁, «преданность и гуманность»).

## Творчество
В 922 году по указу государя Дайго выходит новая антология — «Собрание старых и новых песен Японии» («Кокинсю» / «Кокинвакасю»). В цикле «Весенних песен» 52 по счету произведение принадлежит Фудзивара Ёсифуса. Название гласит, что написано оно было «при виде цветов вишни у государыни Сомэдоно». Государыня Сомэдоно (имя в честь названия виллы отца) до заключения брака с государем Монтоку носила имя Фудзивара Мэйси (829—900, яп. 藤原 明子), являясь родной дочерью Фудзивара Ёсифуса и матерью государя Сэйва.
| 年ふれば 齢は老いぬし かはあれど 花をし見れば もの思ひもなし | としふれは よはひはおいぬ かはあれと はなをしみれは ものおもひもなし | Я с течением лет все немощнее, все дряхлее, но случись по весне увидать цветущую вишню — и уходят грустные думы… Перевод А. А. Долина |

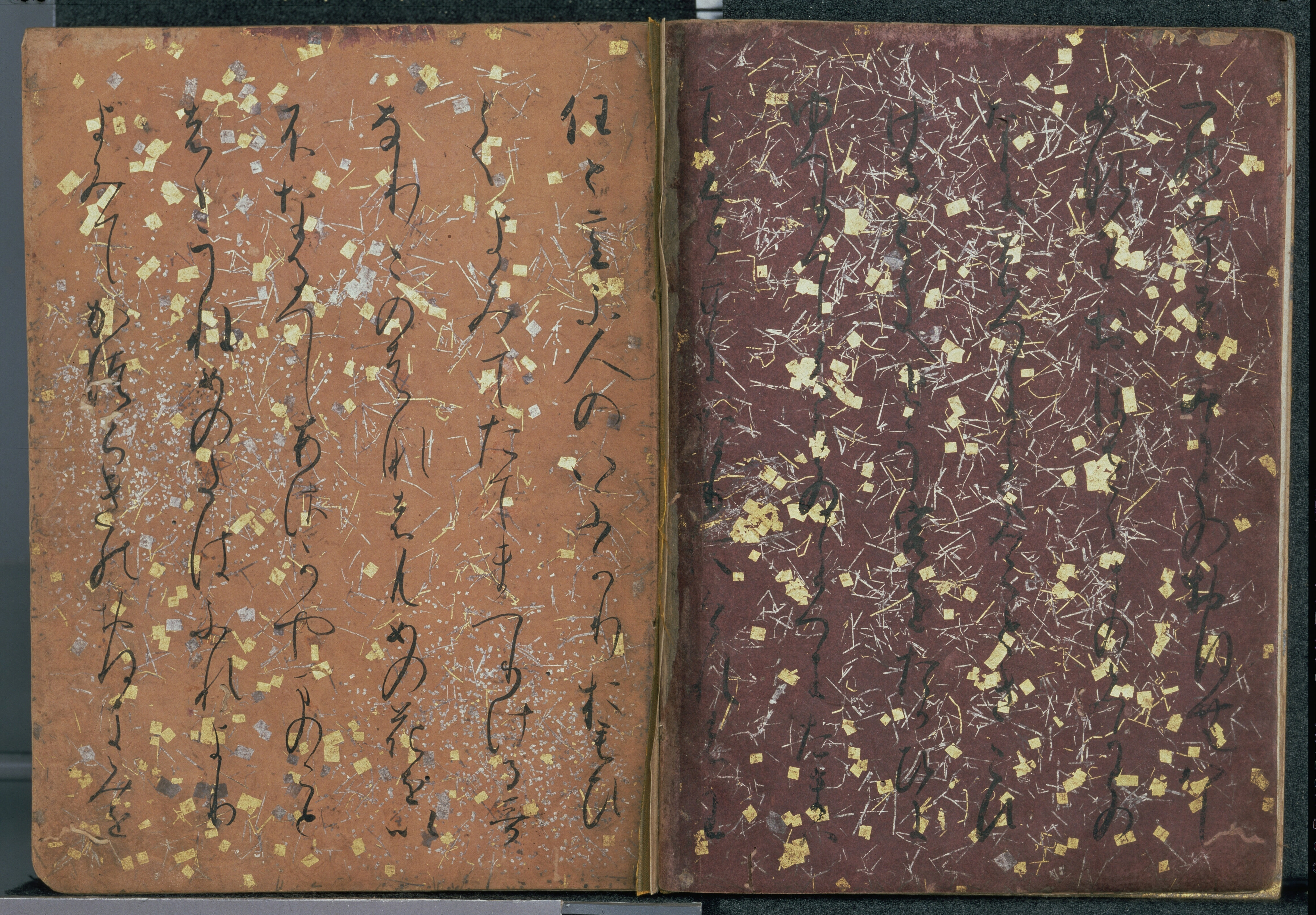
Самая ранняя из дошедших до наших дней рукописей Кокинсю (Токийский национальный музей)

В произведении наблюдается характерный для всей антологии принцип «моно-но аварэ» — «печальное очарование вещей» (яп. 物の哀れ), эстетический прием, в основе которого лежит одновременно тоска из-за понимания быстротечности жизни, отсылая к буддийскому термину «мудзё:» («непостоянство», яп. 無常, санскр. अनित्य), и, между тем, наслаждение от осознания этой мимолетной красоты. Фудзивара Ёсифуса, являя собой образованного аристократа эпохи Хэйан, придерживался общепринятой при дворе норме написания поэтических произведений, используя актуальные приемы и темы.
| 心さし ふかくそめてし 折りけれは きえあへぬ雪の 花と見ゆらむ | こころさし ふかくそめてし おりけれは きえあへぬゆきの はなとみゆらむ | Слишком долго я ждал, так что сердце невольно впитало цвет и запах весны — даже снег на ветках деревьев представляется мне цветами… Перевод А. А. Долина |

В следующем произведении авторство неточно, но предположительно принадлежит Фудзивара-но Ёсифуса.
| 限なき 君かためにと をる花は ときしもわかぬ 物にそ有りける | かきりなき きみかためにと をるはなは ときしもわかぬ ものにそありける | Не увянут цветы, что для моего Государя я сегодня сорву, — как и ты, они неподвластны ни старенью, ни увяданью!.. Перевод А. А. Долина |

## Результаты деятельности
Поднявшись по карьерной лестнице путем хитрой политики использования родственных связей и придворных интриг, Фудзивара Ёсифуса стал одним из самых могущественных людей в Японии своего времени. Получив титул сэссё и посадив на важнейшие должности в правительстве своих родственников, он получил возможность влиять как на законодательную, издавая указы от лица малолетнего государя, так и исполнительную сферы. Усиление северного дома Фудзивара во многом было вызвано деятельностью Ёсифуса, который начал практику создания брачных союзов с правящим родом, определив тем самым государственное устройство на долгое время вперед, а также подготовив почву для утверждения титула канцлера-кампаку, место которого займет приемный сын Ёсифуса — Фудзивара Мотоцунэ (836 — 25 февраля 891, яп. 藤原 基経). Непосредственное участие в составлении исторической хроники «Сёку Нихон Коки» и написание поэтических произведений говорят о высоком уровне образованности Фудзивара Ёсифуса.

#### Упоминания в различных источниках
Записи и размышления Оэ-но Масафуса. «Годансё» (нач. XII в.).
Свиток второй.
Раздел 4. О разном.
Глава 1.
«О том, как государь Монтоку хотел передать правление принцу крови Корэтака».

Говорят, что государь Монтоку хотел передать правление принцу крови Корэтака. Всеми делами Поднебесной руководил тогда Главный министр Фудзивара-но Ёсифуса, он был первым среди подданных государя. Рассказывают, что прошло несколько месяцев, пока Ёсифуса смиренно думал над этим, не смея высказать свое мнение. Он молился божествам, прибегал к тайным обрядам, взывал к всесильному Будде. «Содзё» Синдзэй молился за воцарение принца крови Корэтака, а «содзу» Синга молился о здоровье наследного принца Корэхито. Они отдавали все силы молитвам, испытывая, одновременно, друг к другу ненависть. 

## Карьера
Занимал различные должности во время правления государей Ниммё, Монтоку и Сэйва.
- январь 826 г. должность служащего государевой канцелярии (куродо, яп. 蔵人);
- 9 марта 828 г. главы управления столичной школы чиновников (Дайгакурё:, яп. 大学頭);
- 30 февраля 833 г. должность исполняющего обязанности младшего командира левого отделения личной охраны государя (саконоэ гон но сёсё, яп. 左近衛権少将);
- 9 июля 834 г. должность придворного советника (санги, яп. 参議);
- 7 апреля 835 г. должность исполняющего обязанности среднего советника двора (гон-тюнагон, яп. 権中納言);
- 8 августа 840 г. должность среднего советника двора, — тюнагон (яп. 中納言);
- 11 июля 842 г. должность старшего командира правого отделения личной охраны государя (уконоэ тайсё, яп. 右近衛大将);
- 25 июля 842 г. должность старшего советника двора, — дайнагон (яп. 大納言);
- 848 г. должность правого министра (удайдзин, яп. 右大臣)[13];
- 28 августа 854 г. должность старшего командира левого отделения личной охраны государя (саконоэ тайсё, яп. 左近衛大将);
- 857 г. должность главного министра (дайдзё-дайдзин, яп. 太政大臣)[13];
- 866 г. должность регента (сэссё, яп. 摂政) при государе Сэйва[3];
- 2 сентября 872 г. Фудзивара-но Ёсифуса умирает в возрасте 69 лет[13];
- 4 сентября 872 г. получает посмертный старший I ранг (сёитии, яп. 正一位).

## Родословная северной ветви дома Фудзивара
|  |  | Фудзивара-но Фусасаки | Фудзивара-но Фусасаки | Фудзивара-но Фусасаки | Фудзивара-но Фусасаки | Фудзивара-но Фусасаки | Фудзивара-но Фусасаки |  |  | Фудзивара-но Мататэ  | Фудзивара-но Мататэ  | Фудзивара-но Мататэ  | Фудзивара-но Мататэ  | Фудзивара-но Мататэ  | Фудзивара-но Мататэ  |  |  | Фудзивара-но Утимаро  | Фудзивара-но Утимаро  | Фудзивара-но Утимаро  | Фудзивара-но Утимаро  | Фудзивара-но Утимаро  | Фудзивара-но Утимаро  |  |  | Фудзивара-но Фуюцугу | Фудзивара-но Фуюцугу | Фудзивара-но Фуюцугу | Фудзивара-но Фуюцугу | Фудзивара-но Фуюцугу | Фудзивара-но Фуюцугу |  |  | Фудзивара-но Ёсифуса | Фудзивара-но Ёсифуса | Фудзивара-но Ёсифуса | Фудзивара-но Ёсифуса | Фудзивара-но Ёсифуса | Фудзивара-но Ёсифуса |  |  | Фудзивара-но Мотоцунэ | Фудзивара-но Мотоцунэ | Фудзивара-но Мотоцунэ | Фудзивара-но Мотоцунэ | Фудзивара-но Мотоцунэ | Фудзивара-но Мотоцунэ |
|  |  | Фудзивара-но Фусасаки | Фудзивара-но Фусасаки | Фудзивара-но Фусасаки | Фудзивара-но Фусасаки | Фудзивара-но Фусасаки | Фудзивара-но Фусасаки |  |  | Фудзивара-но Мататэ  | Фудзивара-но Мататэ  | Фудзивара-но Мататэ  | Фудзивара-но Мататэ  | Фудзивара-но Мататэ  | Фудзивара-но Мататэ  |  |  | Фудзивара-но Утимаро  | Фудзивара-но Утимаро  | Фудзивара-но Утимаро  | Фудзивара-но Утимаро  | Фудзивара-но Утимаро  | Фудзивара-но Утимаро  |  |  | Фудзивара-но Фуюцугу | Фудзивара-но Фуюцугу | Фудзивара-но Фуюцугу | Фудзивара-но Фуюцугу | Фудзивара-но Фуюцугу | Фудзивара-но Фуюцугу |  |  | Фудзивара-но Ёсифуса | Фудзивара-но Ёсифуса | Фудзивара-но Ёсифуса | Фудзивара-но Ёсифуса | Фудзивара-но Ёсифуса | Фудзивара-но Ёсифуса |  |  | Фудзивара-но Мотоцунэ | Фудзивара-но Мотоцунэ | Фудзивара-но Мотоцунэ | Фудзивара-но Мотоцунэ | Фудзивара-но Мотоцунэ | Фудзивара-но Мотоцунэ |
|  |  |                       |                       |                       |                       |                       |                       |  |  | Фудзивара-но Нагатэ  | Фудзивара-но Нагатэ  | Фудзивара-но Нагатэ  | Фудзивара-но Нагатэ  | Фудзивара-но Нагатэ  | Фудзивара-но Нагатэ  |  |  | Фудзивара-но Манага   | Фудзивара-но Манага   | Фудзивара-но Манага   | Фудзивара-но Манага   | Фудзивара-но Манага   | Фудзивара-но Манага   |  |  | Фудзивара-но Манацу  | Фудзивара-но Манацу  | Фудзивара-но Манацу  | Фудзивара-но Манацу  | Фудзивара-но Манацу  | Фудзивара-но Манацу  |  |  | Фудзивара-но Нагара  | Фудзивара-но Нагара  | Фудзивара-но Нагара  | Фудзивара-но Нагара  | Фудзивара-но Нагара  | Фудзивара-но Нагара  |  |  |                       |                       |                       |                       |                       |                       |
|  |  |                       |                       |                       |                       |                       |                       |  |  | Фудзивара-но Нагатэ  | Фудзивара-но Нагатэ  | Фудзивара-но Нагатэ  | Фудзивара-но Нагатэ  | Фудзивара-но Нагатэ  | Фудзивара-но Нагатэ  |  |  | Фудзивара-но Манага   | Фудзивара-но Манага   | Фудзивара-но Манага   | Фудзивара-но Манага   | Фудзивара-но Манага   | Фудзивара-но Манага   |  |  | Фудзивара-но Манацу  | Фудзивара-но Манацу  | Фудзивара-но Манацу  | Фудзивара-но Манацу  | Фудзивара-но Манацу  | Фудзивара-но Манацу  |  |  | Фудзивара-но Нагара  | Фудзивара-но Нагара  | Фудзивара-но Нагара  | Фудзивара-но Нагара  | Фудзивара-но Нагара  | Фудзивара-но Нагара  |  |  |                       |                       |                       |                       |                       |                       |
|  |  |                       |                       |                       |                       |                       |                       |  |  | Фудзивара-но Киёкава | Фудзивара-но Киёкава | Фудзивара-но Киёкава | Фудзивара-но Киёкава | Фудзивара-но Киёкава | Фудзивара-но Киёкава |  |  | Фудзивара-но Нагацугу | Фудзивара-но Нагацугу | Фудзивара-но Нагацугу | Фудзивара-но Нагацугу | Фудзивара-но Нагацугу | Фудзивара-но Нагацугу |  |  | Фудзивара-но Мамору  | Фудзивара-но Мамору  | Фудзивара-но Мамору  | Фудзивара-но Мамору  | Фудзивара-но Мамору  | Фудзивара-но Мамору  |  |  | Фудзивара-но Ёсими   | Фудзивара-но Ёсими   | Фудзивара-но Ёсими   | Фудзивара-но Ёсими   | Фудзивара-но Ёсими   | Фудзивара-но Ёсими   |  |  |                       |                       |                       |                       |                       |                       |
|  |  |                       |                       |                       |                       |                       |                       |  |  | Фудзивара-но Киёкава | Фудзивара-но Киёкава | Фудзивара-но Киёкава | Фудзивара-но Киёкава | Фудзивара-но Киёкава | Фудзивара-но Киёкава |  |  | Фудзивара-но Нагацугу | Фудзивара-но Нагацугу | Фудзивара-но Нагацугу | Фудзивара-но Нагацугу | Фудзивара-но Нагацугу | Фудзивара-но Нагацугу |  |  | Фудзивара-но Мамору  | Фудзивара-но Мамору  | Фудзивара-но Мамору  | Фудзивара-но Мамору  | Фудзивара-но Мамору  | Фудзивара-но Мамору  |  |  | Фудзивара-но Ёсими   | Фудзивара-но Ёсими   | Фудзивара-но Ёсими   | Фудзивара-но Ёсими   | Фудзивара-но Ёсими   | Фудзивара-но Ёсими   |  |  |                       |                       |                       |                       |                       |                       |
|  |  |                       |                       |                       |                       |                       |                       |  |  | Фудзивара-но Уона    | Фудзивара-но Уона    | Фудзивара-но Уона    | Фудзивара-но Уона    | Фудзивара-но Уона    | Фудзивара-но Уона    |  |  |                       |                       |                       |                       |                       |                       |  |  |                      |                      |                      |                      |                      |                      |  |  | Фудзивара-но Ёсикадо | Фудзивара-но Ёсикадо | Фудзивара-но Ёсикадо | Фудзивара-но Ёсикадо | Фудзивара-но Ёсикадо | Фудзивара-но Ёсикадо |  |  |                       |                       |                       |                       |                       |                       |
|  |  |                       |                       |                       |                       |                       |                       |  |  | Фудзивара-но Уона    | Фудзивара-но Уона    | Фудзивара-но Уона    | Фудзивара-но Уона    | Фудзивара-но Уона    | Фудзивара-но Уона    |  |  |                       |                       |                       |                       |                       |                       |  |  |                      |                      |                      |                      |                      |                      |  |  | Фудзивара-но Ёсикадо | Фудзивара-но Ёсикадо | Фудзивара-но Ёсикадо | Фудзивара-но Ёсикадо | Фудзивара-но Ёсикадо | Фудзивара-но Ёсикадо |  |  |                       |                       |                       |                       |                       |                       |